# جونسویل (لوئیزیانا)
جونسویل (به انگلیسی: Jonesville) شهری در ایالت لوئیزیانا کشور ایالات متحده آمریکا است که جمعیت آن در سرشماری سال ۲۰۱۰ میلادی، ۲٬۲۶۵ نفر بوده‌است.

## نگارخانه

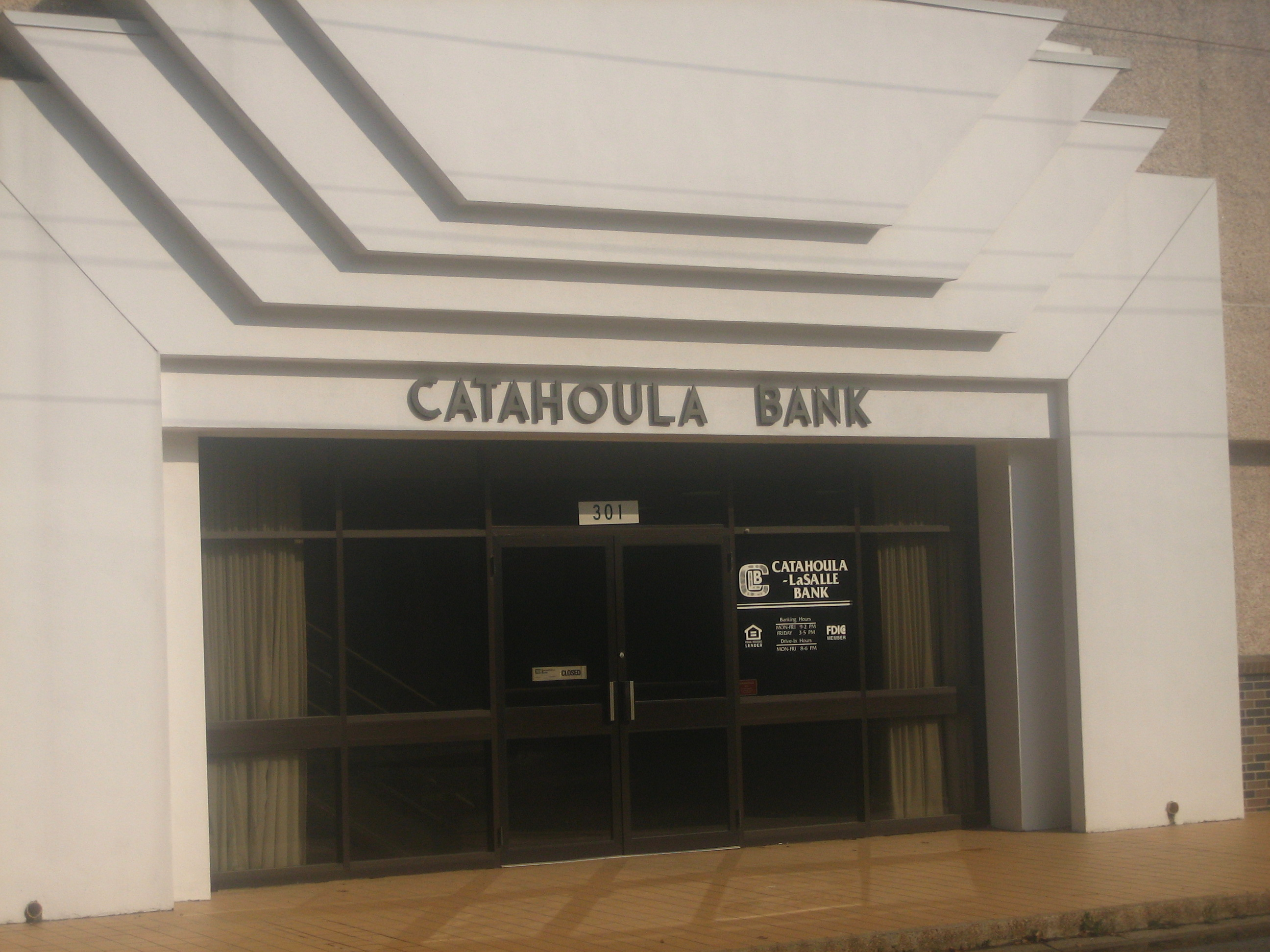
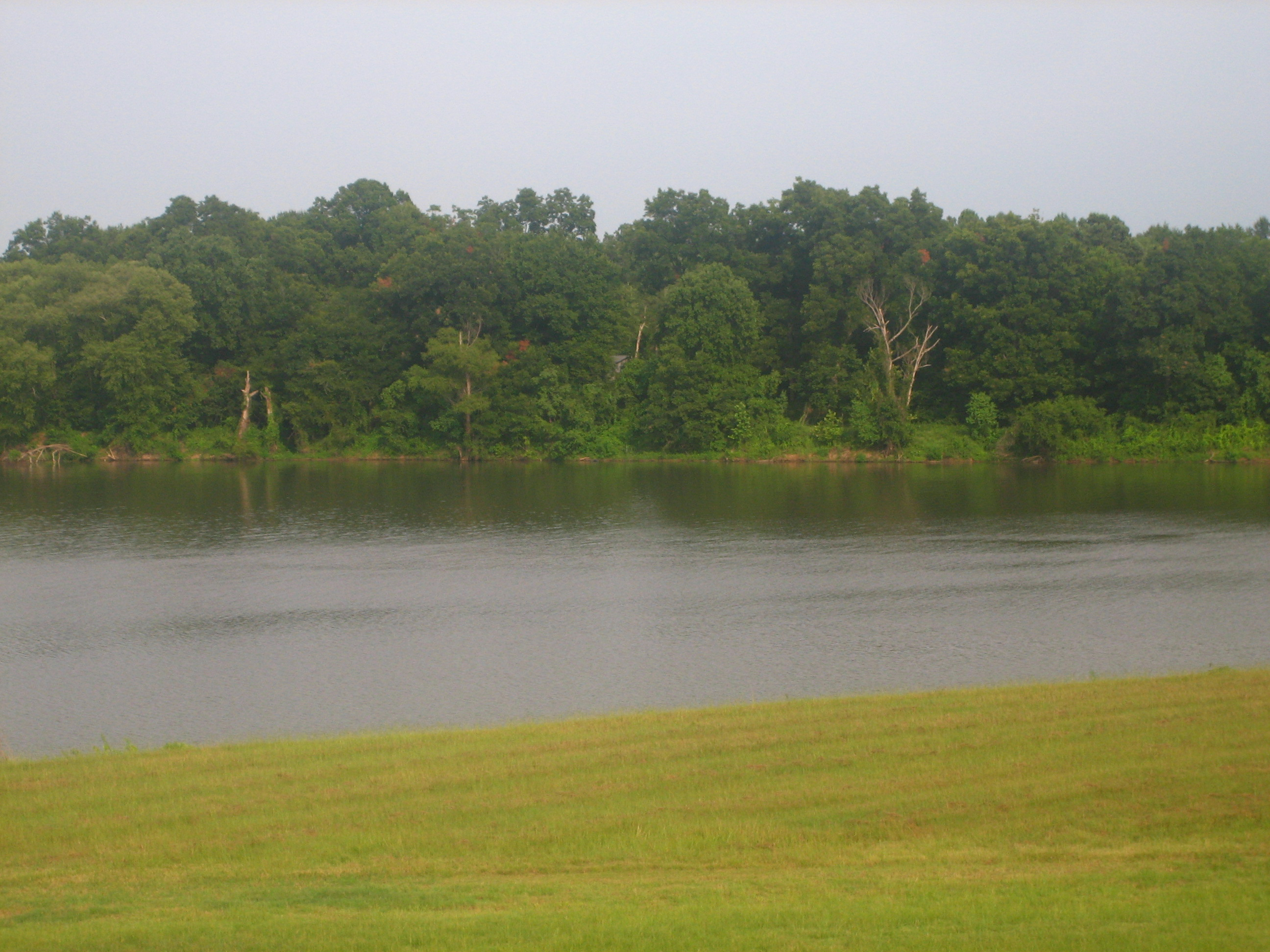
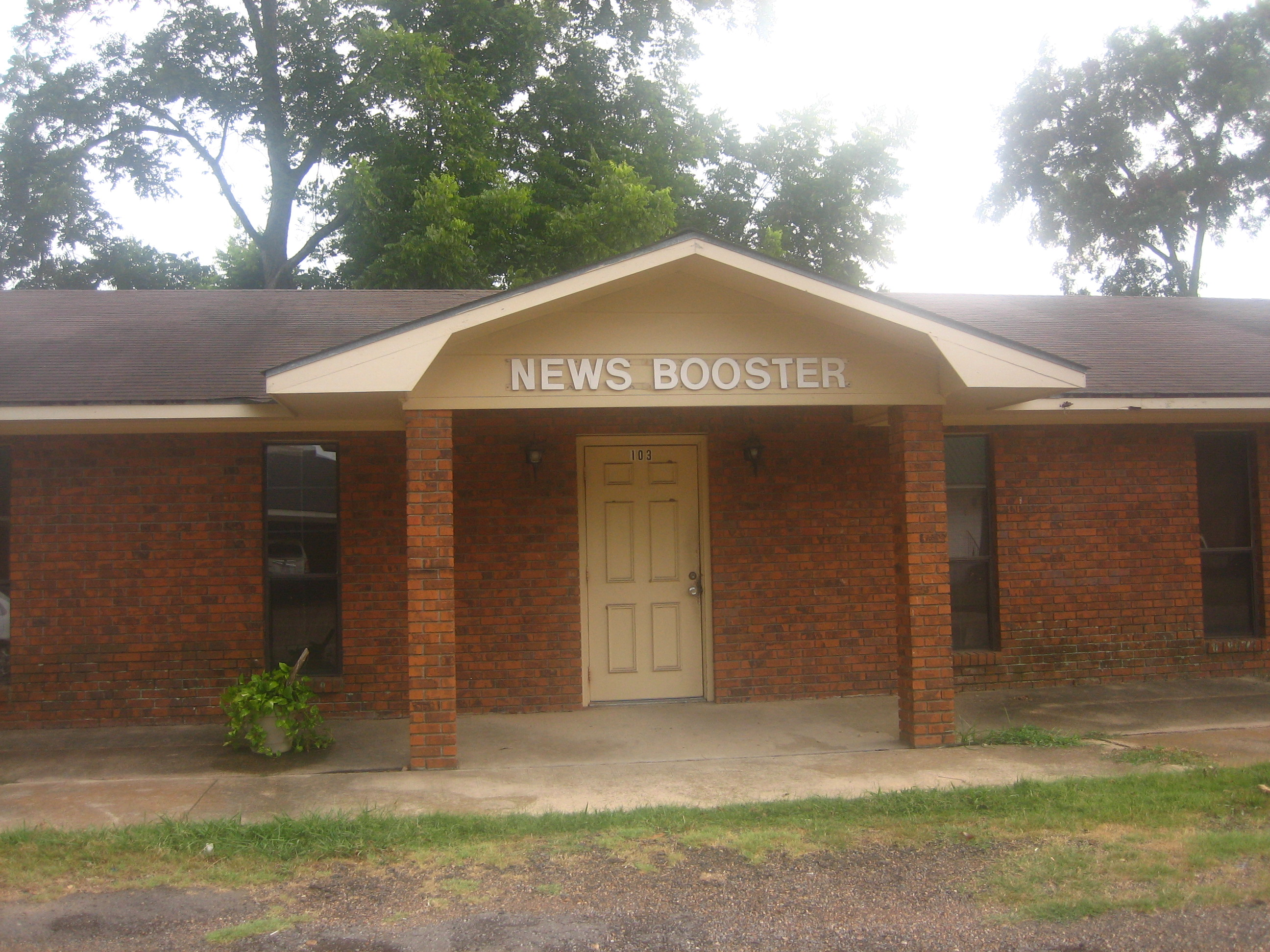
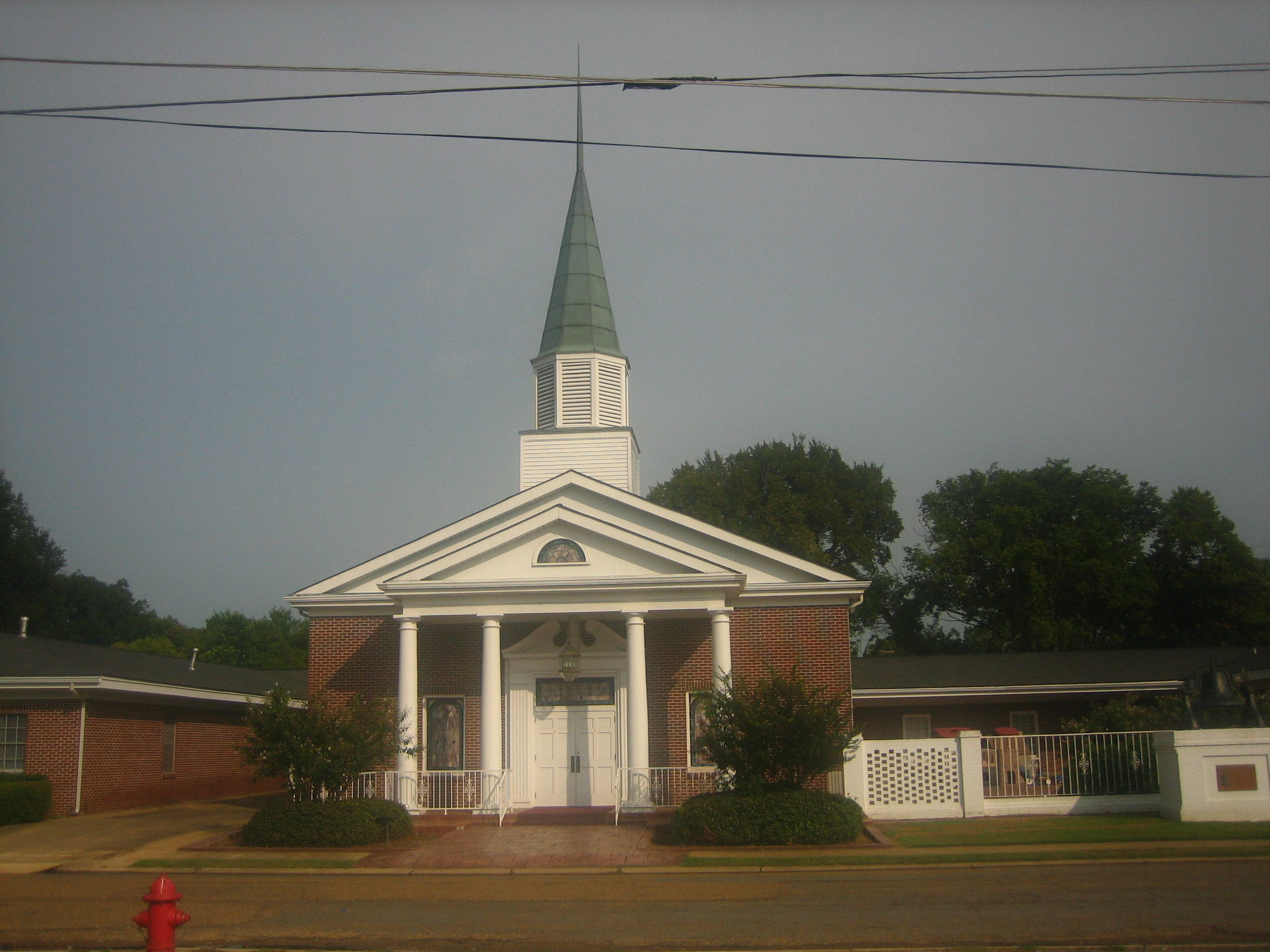
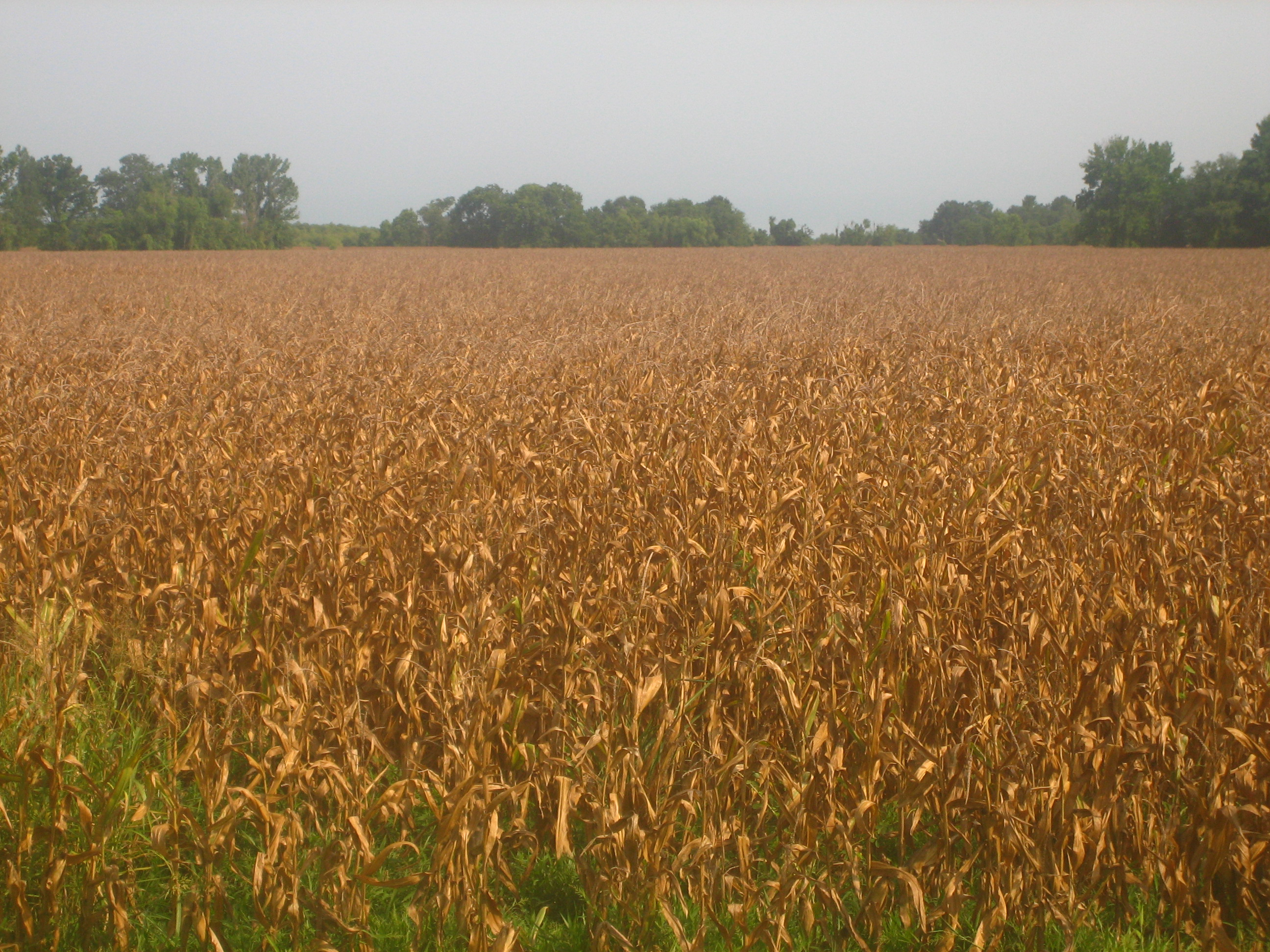